# Eliana Revollar
Eliana Revollar Añaños (Huamanga-Ayacucho, 1966) es una abogada y educadora peruana. Fue Defensora del Pueblo de Perú entre los años 2022 y 2023.

## Biografía
Es hija de dos profesores y la menor de tres hermanas. Vivió sus primeros 7 años en el distrito de San Miguel, provincia de La Mar, región Ayacucho, junto con sus primos que posteriormente fundaron la empresa Kola Real. Tres de sus familiares fueron víctimas letales de Sendero Luminoso.

## Estudios
Cursó sus estudios profesionales de derecho en la Universidad San Cristóbal de Huamanga de la ciudad de Ayacucho, de 1984 a 1992, durante la época del conflicto armado interno. Además obtuvo el grado de magíster en Protección de los Derechos Humanos por la Universidad de Alcalá de Henares de España, en Políticas Públicas por la Universidad Carlos III del mismo país en 2009, y en Ciencia política con mención en Políticas Públicas y Sociedad Civil por la Pontificia Universidad Católica del Perú.
Junto a los estudios de derecho, estudió educación en el Instituto Superior Pedagógico Nuestra Señora de Lourdes de Ayacucho.

## Trayectoria profesional

### Labor en la Defensoría del Pueblo
Ingresó a la Defensoría del Pueblo en 1997. La primera oficina donde trabajó fue la de Ayacucho. Durante este periodo, recibió una amenaza de muerte a su hija de 4 años, por lo que la Defensoría dispuso una seguridad para ella y su familia.
En 1999, pasó a ser jefa de la Oficina Defensorial en Junín. En el 2000, junto a la labor en Junín, se incorporó a la dirección del Programa Nacional de Protección a Poblaciones Afectadas por la Violencia. Fue jefa de la Oficina Defensorial de Lima de 2008 a 2016. Luego, pasó a ser directora de la Dirección de la Coordinación Territorial en el 2017. Asumió la jefatura de la Adjuntía para los Derechos de la Mujer del 1 de febrero de 2018 al 25 de marzo de 2022, puesto desde el cual dirigió las líneas de intervención sobre el derecho a la igualdad y no discriminación, a una vida libre de violencia y a la salud de las mujeres.
Fue Defensora del Pueblo de forma interina desde el 30 de abril de 2022, luego de que el anterior Defensor del Pueblo, Walter Gutiérrez, dejara el cargo el 23 de abril del mismo año. Este puesto debió ser dejado hasta que el Congreso de la República designara de forma oficial al siguiente defensor. Durante este periodo, su jefatura recibió ataques verbales constantes de opositores políticos, desde el Congreso y desde medios de comunicación afines, como el congresista Enrique Ghersi y el Diario Expreso. El 18 de diciembre de 2022, cuatro exdefensores del pueblo suscribieron un pronunciamiento de respaldo a Revollar. Se mantuvo en el puesto hasta el 18 de mayo de 2023, al presentar su renuncia irrevocable a la institución.

### Otros centros laborales
Al terminar sus estudios universitarios, fue asesora en la Municipalidad de Huamanga y luego en la dirección regional de Educación. Enseñó a nivel terciario en el Instituto Superior Pedagógico Nuestra Señora de Lourdes de Ayacucho, y a nivel primario en los colegios San Antonio de Huamanga y Gustavo Castro Pantoja. Del 2007 al 2008, fue coordinadora de proyectos del Centro de Colaboración Cívica, de Socios Perú.
En noviembre de 2019, se convirtió en coordinadora de la región andina de la Red de Género de la Federación Iberoamericana de Ombudsman (FIO), que integran los países de Colombia, Ecuador, Venezuela, Bolivia y el Perú.

## Publicaciones
Democracia y Buen gobierno. Cartilla de Capacitación para Autoridades. (2007). Editorial: Socios Perú: Centro de Colaboración Cívica. ISBN 978-603-45131-0-5 